# FUN Ladies
FUNフットサルクラブLadies com VEEX（ファンフットサルクラブレディースコムヴィークス）は、東京都八王子市の女子フットサルクラブチームである。

## 概要
東京都八王子市にあるフットサルコート「FUN FUTSAL CLUB」によって運営されていた女子フットサルクラブチーム。
FUN FUTSAL CLUBの呼びかけで、眞境名オスカーらの協力の元2000年発足。主な全国タイトルは、計11回である。
当初所属していた東京都女子リーグでは5連覇。
2007年、2008年、2009年、2010年とポルトガルの『nations cup』に出場、スペイン、ポルトガル、ブラジルなどのプロリーグ優勝チームと戦い、特に、2008年の優勝チーム、スペインの『Elche』に1-2で善戦、おしくも敗れた。
2008年と2009年の関東女子フットサルプレリーグでも連続優勝し、2010年に発足した第1回関東女子フットサルリーグも優勝。
2011年、2012年はバルドラール浦安・ラスボニータスに2連覇を許しており、2年連続第2位。
2009年アジア室内競技大会フットサル女子日本代表に最多となる3名が選出。
2010年第1回ワールドトーナメント女子日本代表に3名が選出。
現在、日本女子フットサル最強クラブとされている。
2013年3月21日、第13回東京都女子フットサル大会優勝の翌日にオフィシャルブログにて解散を発表。選手は新チーム『VEEX TOKYO Ladies』に所属することになった。

## メンバー
2012年のメンバー
- 監督 眞境名オスカー
- 1 森知美(GK)
- 2 新海萌葉(GK)
- 3 村上裕子(FP)
- 4 吉林千景(FP)
- 5 高安 楓花(FP)
- 6 小村 紗貴子(FP)
- 7 三枝 優(FP)
- 8 須佐美薫（FP）
- 9 四宮由美子 (FP)
- 11 多々良真希 (FP)
- 13 服部 眞彌 (FP)
- 14 渡部真紀 (FP)

## 元メンバー
- 7 福島永子 (FP)
- 5 藤田安澄 (FP)
- 11 垣内田紀子 (FP)
- 13 渡辺七瀬 (FP)
- 12 山口真美 (FP)
- 11 丸山久美子 (FP)
- 2 臼井直美 (FP)
- 9 豊田香織 (FP)
- 11 竹澤奈津美 (FP)
- 9 熊谷さやか (FP)

- 8 藤井安奈 (FP)
- 14 小野芙美子 (FP)
- 7 高橋唯 (FP)
- 3 尾池桂子 (GK)
- 1 手塚直子 (GK)
- 6 宇津木みる (FP)
- 7 横山純子 (FP)
- 12 鎌倉彩 (FP)
- 10 中島詩織（FP）
- 4 稲田美帆（FP)
- 15 小出夏美 (FP)

## 主な全国タイトル
- 全日本女子フットサル選手権大会 優勝6回 (2005,2006,2007,2008,2009,2012)
- 全国施設選抜レディースフットサル大会 優勝5回 (2005,2007,2009,2010,2011)

## 主な地域タイトル
- 関東女子フットサルプレリーグ優勝 (2008,2009)
- 関東女子フットサルリーグ優勝 (2010)
- 東京都女子フットサル大会優勝 (2001,2003,2006,2007,2008,2009,2010,2012)
- 東京都女子リーグ 優勝 (2005,2006,2007,2008,2009)
- 日系ブラジル大会 優勝 (2003)
- コカコーラレディースカップ 優勝 (2004)
- 週刊アスキープレミアムシリーズ 優勝 (2004,2007)
- ENTLO SUPER CUP LADYS 優勝 (2009,2010)

## スポンサー
2010年度
- 有限会社 ニースコーポレーション (FUNフットサルクラブ)
- エルアップ
- 株式会社 ビークスキムラ
- 服部接骨院

## 備考
- 八王子のFUNフットサルクラブ直営のクラブチーム。

監督は、過去にFIRE FOX、名古屋オーシャンズ等を指揮し全日本での優勝経験も豊富。同クラブのジュニアのクリニックでの指導もしている。